# Liste der Nummer-eins-Hits in Kanada (2006)
Diese Liste enthält alle Nummer-eins-Hits in Kanada im Jahr 2006. Es gab in diesem Jahr sechs Nummer-eins-Singles und 23 Nummer-eins-Alben.
| Singles | Alben |
| --- | --- |
| - Madonna - Hung Up - 12 Wochen (31. Dezember 2005 – 24. März 2006, insgesamt 14 Wochen; → 2005) - Nine Inch Nails – Every Day Is Exactly the Same - 9 Wochen (25. März – 26. Mai) - Nelly Furtado feat. Timbaland – Promiscuous - 1 Woche (27. Mai – 2. Juni) - Taylor Hicks – Do I Make You Proud - 15 Wochen (3. Juni – 15. September) - Eva Avila – Meant to Fly - 9 Wochen (16. September – 17. November) - U2 & Green Day – The Saints Are Coming - 9 Wochen (18. November 2006 – 16. Januar 2007) | - Eminem – Curtain Call: The Hits - 7 Wochen (24. Dezember 2005 – 10. Februar 2006) - James Blunt – Back to Bedlam - 2 Wochen (11. Februar – 24. Februar, insgesamt 8 Wochen) - Jack Johnson – Curious George (Soundtrack) - 4 Wochen (25. Februar – 24. März) - James Blunt – Back to Bedlam - 2 Wochen (25. März – 7. April, insgesamt 8 Wochen) - Pierre Lapointe – La Forêt des Mal-Aimés - 1 Woche (8. April – 14. April) - James Blunt – Back to Bedlam - 4 Wochen (15. April – 12. Mai, insgesamt 8 Wochen) - Rihanna – A Girl Like Me - 1 Woche (13. Mai – 19. Mai) - Tool – 10,000 Days - 1 Woche (20. Mai – 26. Mai) - Red Hot Chili Peppers – Stadium Arcadium - 2 Wochen (27. Mai – 9. Juni) - Dixie Chicks – Taking the Long Way - 4 Wochen (10. Juni – 7. Juli) - Nelly Furtado – Loose - 1 Woche (8. Juli – 14. Juli, insgesamt 4 Wochen; → 2007) - Billy Talent – Billy Talent II - 3 Wochen (15. Juli – 4. August) - Nelly Furtado – Loose - 1 Woche (5. August – 11. August, insgesamt 4 Wochen) - Crazy Frog – Crazy Frog Presents More Crazy Hits - 3 Wochen (12. August – 1. September) - Christina Aguilera – Back to Basics - 1 Woche (2. September – 8. September) - Alexisonfire – Crisis - 1 Woche (9. September – 15. September) - Bob Dylan – Modern Times - 1 Woche (16. September – 22. September) - Audioslave – Revelations - 1 Woche (23. September – 29. September) - Justin Timberlake – FutureSex/LoveSounds - 1 Woche (30. September – 6. Oktober, insgesamt 2 Wochen) - Diana Krall – From This Moment On - 1 Woche (7. Oktober – 13. Oktober) - Tony Bennett – Duets: An American Classic - 1 Woche (14. Oktober – 20. Oktober) - The Killers – Sam's Town - 1 Woche (21. Oktober – 27. Oktober) - Rod Stewart – Still the Same... Great Rock Classics of Our Time - 1 Woche (28. Oktober – 3. November) - Gregory Charles – I Think of You - 3 Wochen (4. November – 24. November) - Josh Groban – Awake - 2 Wochen (25. November – 8. Dezember) - The Beatles – Love - 1 Woche (9. Dezember – 15. Dezember, insgesamt 2 Wochen; → 2007) - Il Divo – The Christmas Collection - 3 Wochen (16. Dezember 2006 – 5. Januar 2007) |